# بيني دي وارنر
بيني دي وارنر (بالإنجليزية: Bennie Dee Warner)‏ هو سياسي ليبيري، ولد في 30 أبريل 1935. حزبياً، نشط في True Whig Party ‏. وقد انتخب نائب رئيس ليبيريا ‏ (31 أكتوبر 1977 – 12 أبريل 1980).